# 7차 콜레라 범유행
7차 콜레라 범유행은 1961년부터 1975년까지 발생한 콜레라 범유행 일곱번째 주요 발병이다. 현재도
이 때 발생한 콜레라가 조금씩 진행되고 있다. 7차 콜로라 범유행은 기존 콜레라와 약간 다른 엘토르 콜레라로 변형되어 전파되었다.

## 7차 콜레라 범유행 역사
- 1961년에 인도네시아에서 최초 발병이 보고되었다.
- 1963년에 방글라데시까지 확산되었다.
- 1964년에 인도에서 발병이 보도되었다.
- 1966년에 러시아에서 발병이 보도되었다.
- 1970년에 인도 오디샤주에서 발병이 보도되었다.
- 1972년에 아제르바이잔의 수도인 바쿠에서 발병한 것이 보고 되었다. 당시 아제르바이잔은 소비에트 연방(소련; the Union of Soviet Socialist Republics)에 속해 있었는데, 소련 중앙 정부가 정보를 묵살했다고 전해진다.
- 1973년에 북아프리카를 거쳐 이탈리아에 상륙했다.
- 1970년대 후반에 일본과 남태평양에서 수차례 발생이 보고되었다.
- 1971년 전 세계 보고된 확진자 수는 약 155,000명이다.
- 1991년 전 세계 보고된 확진자 수는 약 570,000명까지 도달했다.[1]
- 1991년 콜로라 유행은 라틴 아메리카에서 다시 시작되었다. 페루에서 시작하여 약 10,000명이 사망했다.[2]

## 7차 콜레라 범유행 기원
전염병 학자들은 7차 콜레라 범유행에 대하여 기원을 추적했다. 7차 콜레라 범유행을 일으킨 균주인 엘토르 콜레라를 조사한 결과 아시아에서 오염된 물을 통해서 라틴 아메리카로 온 것으로 분석되었다. 라틴 아메리카의 샘플과 아시아의 샘플이 동일한 것으로 확인되었다.

## 7차 콜레라 사망률
현대로 와서 교통이 급속히 발달하여 원거리 이동이 가능해짐에 따라서, 이런 질병은 기존 질병보다 멀리 퍼질 수 있다. 하지만, 의학 기술이 많이 발달하였고, 사람들의 감염병에 대한 상식이 많이 개선되었고, 또한 정부들이 현대적인 치료 및 예방 조치를 시작하여 콜레라 사망률은 현저하게 떨어졌다.
- 초기 콜레라 사망률 50%을 기록 했다.
- 1980년대 10%로 감소했다.
- 1990년대에는 3% 미만으로 떨어졌다.[1]

## 같이 보기
- 1차 콜레라 범유행
- 2차 콜레라 범유행
- 3차 콜레라 범유행
- 4차 콜레라 범유행
- 5차 콜레라 범유행
- 6차 콜레라 범유행
- 범유행
- 콜레라
- 콜레라 폭동